# Sajjad Hashemi
Sajjad Hashemi Ahangari (persisch سجاد هاشمی آهنگری; * 22. August 1991 in Täbris) ist ein iranischer Sprinter, der sich auf den 400-Meter-Lauf spezialisiert.

## Sportliche Laufbahn
Erste Erfahrungen bei internationalen Meisterschaften sammelte Sajjad Hashemi bei den Jugendweltmeisterschaften 2007 in Ostrava, bei denen er in das Halbfinale über 400 Meter gelangte und dort mit 48,72 s ausschied. 2008 belegte er bei den Juniorenasienmeisterschaften in Jakarta den fünften Platz. Zwei Jahre darauf siegte er bei den Juniorenasienmeisterschaften in Hanoi in 47,18 s und gewann auch mit der iranischen 4-mal-400-Meter-Staffel mit 3:16,90 min die Bronzemedaille. Zudem wurde er über 200 Meter in 21,09 s Vierter. Mit der Staffel nahm er daraufhin an den Asienspielen in Guangzhou teil, wurde aber im Vorlauf disqualifiziert und im Einzelbewerb über 400 Meter schied er ebenfalls mit 47,77 s in der ersten Runde aus. 2011 wurde er bei den Asienmeisterschaften in Kōbe in 46,53 s Vierter über 400 Meter und gewann mit der iranischen Stafette in 3:08,58 min die Bronzemedaille hinter Japan und Saudi-Arabien. Im Juli gewann er bei den Militärweltspielen in Rio de Janeiro die Goldmedaille und verbesserte dabei den iranischen Rekord auf 45,81 s. 2012 qualifizierte sich Hashemi für die Olympischen Spiele in London, bei denen er mit 47,75 s in der ersten Runde ausschied. 
2013 erreichte er bei den Asienmeisterschaften in Pune das Halbfinale über 400 Meter und schied dort mit 47,06 s aus. Im Jahr darauf nahm er mit der Staffel erneut an den Asienspielen im südkoreanischen Incheon teil und konnte den Lauf dort aber nicht beenden. 2015 belegte er bei den Asienmeisterschaften in Wuhan in 46,62 s den sechsten Platz über 400 Meter und schied im 200-Meter-Lauf mit 20,96 s im Halbfinale aus. Anschließend wurde er bei den Militärweltspielen in Mungyeong in 46,44 s Sechster und wurde mit der 4-mal-100-Meter-Staffel in der Vorrunde disqualifiziert. 2016 gewann er bei den Hallenasienmeisterschaften in Doha mit der Staffel die Silbermedaille hinter Katar und wurde im Einzelbewerb disqualifiziert. Zwei Jahre darauf gewann er bei den Hallenasienmeisterschaften in Teheran erneut eine Medaille, diesmal Bronze hinter Katar und Kasachstan, mit neuem Landesrekord von 3:11,74 min. Zudem erreichte er in 48,40 s Rang sechs.
2011 wurde Hashemi iranischer Meister im 200- und 400-Meter-Lauf.

## Persönliche Bestzeiten
- 200 Meter: 20,81 s (+1,2 m/s), 26. Juli 2015 in Almaty
- 400 Meter: 45,81 s, 21. Juli 2011 in Rio de Janeiro
  - 400 Meter (Halle): 47,59 s, 10. Januar 2020 in Teheran